# 深海帯
深海帯（英語:abyssal zone、もしくはabyssopelagic zone）とは、地球の海を漂泳区分帯によって区分した際に分類される層の1つである。深海底層や深海底帯とも言われる。地球の深海底の大部分は、この層に接している。英語でのabyssはギリシャ語で「底なしの」という意味のἄβυσσοςという語に由来している。一般的に、水深4,000 mから 6,000 mの領域と定義される。漸深層より深く、無光層の領域であるため、暗闇・貧栄養・低水温（およそ2-4 ℃）の環境である。地球の表面積において占める割合は大きく、海底がこの深さにあるのは海底全体の約83％、地球表面でも約60％を占める。4000ｍよりも浅い領域は漸深層と呼ばれ、6,000mよりも深い領域は超深海層と呼ばれている 。
光が届かないため、光合成により酸素を生成するような生物が存在しない。深海帯や超深海帯に存在する酸素は、主に南極や北極の極地から流れてきた、はるか以前に氷や海水中に溶け混んだ酸素に由来している。深海帯では、より上方の漂泳区分帯から分解しながら沈降してくる大量の生物死骸のために、有機物や窒素、リン、シリカなどの栄養塩が高濃度に含まれている。水圧は最大76メガパスカルに達する。

## 生態系

漂泳区分帯

深海帯には太陽光が届かないため、深海帯に存在する有機物の量は非常に限られている。深海帯にいる生物の総数（バイオマス）は、海流で運ばれてきたものや、より上層の漂泳区分帯からの沈降により供給される栄養素の量に大きく関わってくる。これは生物ポンプと呼ばれ、微粒子の有機炭素や溶解性有機炭素などの有機物が、大気や海洋表面から海底へと輸送されるメカニズムであると考えられている。具体的にはマリンスノーなどの沈殿物、藻類、魚の排せつ物や死骸などが考えられる。深海帯における分解物質と分解物質の多くは海底面で起きているため、水中よりも海底近くでバイオマスが増加する。また、深海での生物量の多さは、生物ポンプが効率的に動作しているという過程の元では、海面近くの生産性が高い海域でより多くなると考えられている。研究では、マリンスノーだけでは底生生物の栄養を充分に供給できないことが明らかになっている。また、海面近くで藻類や動物が大量発生すると微粒子性有機物も増えるため、数週間で数十年分もの栄養素が深海に運ばれることとなる。
深海帯の海底堆積物は、海底の水深に応じて、異なる成分により層状に構成されていることが多い。海底が海面下約4000mの場合、海底は通常、有孔虫などの動物プランクトンの石灰質の殻や植物プランクトンで構成されている。これらは4000mを超える深さに達すると溶解してしまうため、海面下4000mを超える深さでは、海底にはこれらの殻が見られない。そのため、主に茶色の粘土と、死んだ動物プランクトンや植物プランクトンから残されたシリカ成分が主な成分になる。
このゾーンの一部の地域では、生物は熱水噴出孔の生成物を利用して生息している。中央海嶺沿いなどでよく見られる深海熱水噴出孔には、硫化水素などの硫黄化合物が多く含まれている。ここでは、光合成に依らない微生物の基礎生産が行われており、一部の微生物が通気孔を使用して化学エネルギーを利用して有機物を生産し、底生生物の栄養供給を支えている。たとえば、これらの生物の多くは硫化水素を硫酸塩に変換して化学エネルギーを生成し、そのエネルギーを利用して、栄養として利用できるような有機化合物を合成する。これらの生物は他の生物に捕食され、生態系の基盤の一部となる。

## 適応
深海帯で生息する生物は、その環境に適応するように進化してきた。魚や無脊椎動物では、低温高圧環境でも生存できるように進化し、また暗闇の中で捕食できる手法を編み出し、上部ゾーンよりも酸素やバイオマス、エネルギー源、そして獲物が少ない過酷な生態系で繁栄する術を獲得してきた。このような資源が非常に少なく、気温が低い水域で生き残るために、多くの魚や生物は、代謝が非常に遅い。そのため、上層よりもはるかに必要な酸素量を少なく抑えている。多くの動物はまた、エネルギーを節約するために動作が非常にゆっくりとしている。繁殖のスピードも非常に遅く、競争を減らすことで、エネルギーを節約している。この水帯の動物は通常、柔軟な胃と口を持っているため、餌にありつけた際には可能な限り多く食べることができるような構造をしている。

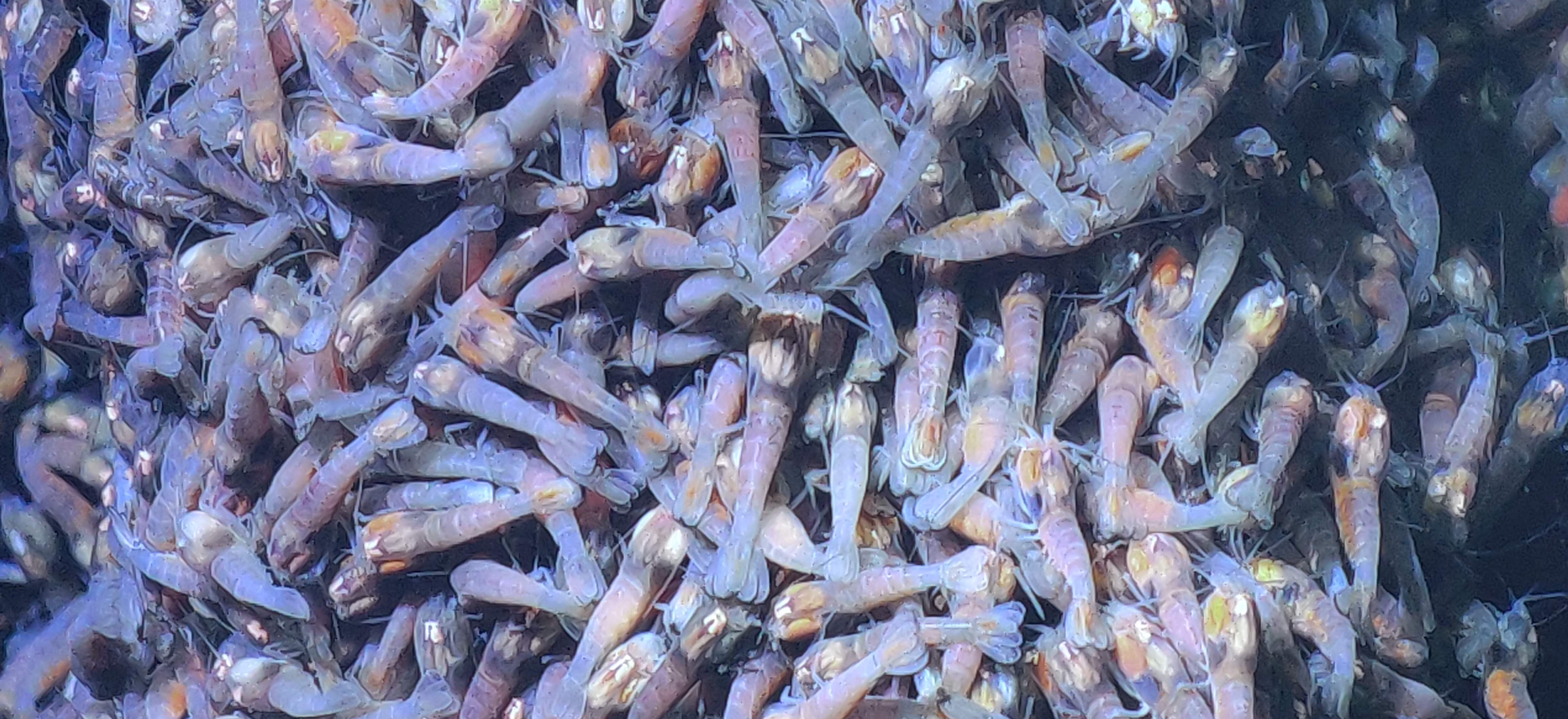
ミッドケイマンライズのビーベ熱水噴出孔フィールドでのエビ（Rimicaris hybisae）の群集。エビはほぼ完全に盲目であり、冷たく深い海水と超臨界熱水との境界面で生きている。

深海帯で生育することの他の課題は、深海帯の深さによって引き起こされる圧力と暗闇である。このゾーンに生息する多くの生物は、浮き袋などの体内空間を最小限に抑えるように進化してきた。この適応は、約75 MPa（11,000 psi）に達することもある極圧から体を保護することに役立つ。
光の欠如はまた、大きな目を持つことや独自の光を生成する能力など、多くの異なる適応を生み出した。大きな目は、どんなに小さくても、利用可能なあらゆる光を検出し利用することを可能にする。他の目の適応として、青い光に非常に敏感な目を進化させてきた深海生物も多く存在する。青い光である理由は、太陽光が海に差し込むと水が赤い光を吸収し、短波長の青い光は深い水深まで届くためである。深海で光が残っていた場合、それはおそらく青色光であるため、その光を利用したい動物は、青色の光を敏感に感じることができるように適応した特殊な目をりようする。多くの生物は、周囲を感知するための他の特殊な器官や方法を用いて、この特殊な目と組み合わせて利用している。
独自の光を作る能力は生物発光と呼ばれている。深海帯に生息する魚や生物は、視覚のための光を生成するだけでなく、獲物や仲間を誘惑し、同時に自身のシルエットを隠すように、この能力を発達させてきた。深海帯の生命の90％以上が、何らかの形で生物発光を利用していると考えられている。上述の理由から、生物発光性の動物の多くは、他の色の光よりもより水中を透過する青色の光を生成する。
深海帯の生物が光が極端に少ない環境で生息しているため、複雑なデザインを持った体や明るい色の体色は必要とならない。ほとんどの魚種は透明、赤、または黒に進化して暗闇にうまく溶け込むようになっており、明るいデザインや複雑なデザインの体を作り維持することにエネルギーを浪費しない。

## 動物
深海帯では、微生物、甲殻類、軟体動物（二枚貝、カタツムリ、頭足類）、さまざまな種類の魚など、さまざまな種類の生物で構成されており、未だに発見されていない動物も数多く存在すると考えられている。このゾーンの魚種のほとんどは、底魚または底生魚である。底魚とは、生息地が海底に非常に近い（通常は5メートル未満）、または海底面に生息する魚を指す用語である。海底には深海帯の栄養素の大半が降り積もり溜まるため、ほとんどの魚種はこの分類に当てはまる。そのため、最大のバイオマスはこの帯のこの地域に存在している。
深海帯の底生生物の場合、海底上の酸素が枯渇した水から離れ、より上層の海水から酸素を取り込むことができるよう進化してきた。深海帯の上部で時間を過ごす動物もおり、また更に上の漸深層の真上で時間を過ごす動物もいる。例えば条鰭綱（ray-finned fish）のように、様々な異なるグループやクラスを含むような系統が存在する。一方で、軟骨魚綱（サメ、エイ、ギンザメなど）については、深海帯を主たる生息地とする種は知られていない。これは、その限られた資源やエネルギーの利用可能性、または他の生理学的制約によるものであるのかどうかは不明である。ほとんどの軟骨魚類の種は、漸深層までしか移動しない。
- ナガツエエソ（Bathypterois grallator）：生息地は海底に沿っており、通常は海面下約4,720mです。彼らの骨盤鰭と尾鰭には長い骨の光線が突き出ています。彼らは長い光線の上にじっと立っている間、流れに直面します。近くで餌を感じると、大きな胸鰭を使って無防備な獲物を口に向けて攻撃します。この種は雌雄同体で、配偶者が見つからない場合、彼らは自家受精することができる。
- ジュウモンジダコ：このタコは通常、他の既知のタコよりも深い3,000〜4,000メートルの深さに生息する。彼らは頭の上の羽ばたく耳のように見えるひれを使って、海底から浮かんで食べ物を探す。彼らは腕を使って方向を変えたり、海底に沿って這ったりする。深海帯の激しい圧力に対抗するために、この種は進化の過程で墨袋を失った。彼らはまた、ストランドのような構造化された吸盤を使用して、捕食者、食物、および彼らの環境の他の側面を検出するのを助ける。
- フクメンイタチウオ属（Bassozetus）：フクメンイタチウオよりも深くに生息する魚は知られていない。フクメンイタチウオの生息地の深さは、海面下8,370メートルにもなる。この動物の腹鰭は、感覚器官として機能する特殊な二股のバーベルのような器官である。
- Coryphaenoides armatus：この深海帯の居住者は、800メートルから4,000メートルの深さに住んでいることが知られている。目は非常に大きいが、口は小さい。一度だけ繁殖して、その後死ぬ、一回繁殖性の種であると考えられている。これは、生物がエネルギーを節約し、健康で強い子供を持つ可能性が高い方法と見なされている。この繁殖戦略は、深海帯などの低エネルギー環境で非常に役立つ可能性がある。
- Pseudoliparis swirei ：マリアナスネイルフィッシュまたはマリアナハダルスネイルフィッシュは、西太平洋のマリアナ海溝のハダル深度で見られるクサウオの一種である。これは、6,198〜8,076 m（20,335〜26,496フィート）の深さ範囲から知られており、7,966 m（26,135フィート）での捕獲も含まれる。これは、海底で捕獲された魚の記録である可能性がある。

## 環境への懸念
他のすべての自然界と同様に、気候変動は悪影響を及ぼします。ゾーンの深さのために、地球の気温の上昇は他の世界ほど速くまたは劇的にゾーンに影響を与えないが、ゾーンは依然として海洋酸性化に悩まされている。また、プラスチックなどの汚染物質も、このゾーンに存在する。プラスチックは、これらの生物が移動したり、デトリタスのように見えるものを食べたり食べようとしたりするように進化したため、多くの生物が栄養素の代わりにプラスチックを取り込んでしまうため、深海帯に特に悪い影響を与える可能性がある。海洋酸性化と汚染の両方が、深海帯に存在する小さなバイオマスをさらに減少させている。
人間によって引き起こされるもう一つの問題は乱獲である。深海帯の近くでは生物を釣ることができる漁業はありませんが、それでも害を及ぼしている。深海帯は、日光が届かず生態系に必要な基礎生産が不足しているため、海底に沈む上部ゾーンからの死んだ生物に栄養素の多くを依存している。すなわち、海洋表層に生息する魚や動物が大量に捕獲されることで、深海帯に到達する死骸の頻度と量も減少することになる。
深海帯の将来的な問題として、世界各地で計画が進められている深海採鉱作業が挙げられる。深海の鉱物を採掘することによる生態学的な危険性が多く、深海帯の非常に脆弱な生態系にとって壊滅的なダメージを与える可能性が懸念されている。鉱業は深海帯だけでなく海全体の汚染量を増加させ、生息地と海底を物理的に破壊する可能性もある。この産業は、深海帯とその他の海の住民にとって迫り来る脅威といえる。